# 草間秀樹
草間  秀樹（くさま ひでき、1967年 - ）は日本の商法学者。北海学園大学教授。

## 略歴
1991年明治大学法学部卒業、1998年明治大学大学院法学研究科民事法学専攻博士後期課程満期退学。宇都宮法律専門学校、山梨学院大学、国士舘大学、大月短期大学の非常勤講師を経て、2001年北海学園大学法学部法律学科講師。2003年助教授。2005年法科大学院助教授。2007年准教授。2009年法学部教授。2014年4月から2017年3月まで北海学園大学法学部長。2020年学生部長。

## 専門領域
- 商法と会社法。特に日米英におけるコーポレート・ガバナンスの比較研究。北海学園大学では商法ⅠやⅡなどを担当。大学院法学研究科では企業法特論などを担当。日本私法学会に所属。

## 主著
- 『論年整理　手形・小切手法』三枝一雄ほか　法律文化社　2003
- 『論年整理　商法総則・商行為法』三枝一雄ほか　法律文化社　2005
- 『レクチャー会社法』菊地雄介ほか　法律文化社　2015初版/2022第3版